# Premio del National Board of Review 1938
Los 10° Premios del National Board of Review fueron anunciados en 1938.

## 10 mejores películas
- La ciudadela (The Citadel)
- Blancanieves y los siete enanitos / enanos (Snow White and the Seven Dwarfs)
- Bandera amarilla (The Beachcomber / Vessel of Wrath)
- To the Victor / Owd Bob
- Sing, You Sinners (Tres en apuros)
- The Edge of the World (El borde del mundo)
- Ingratitud (Of Human Hearts)
- Jezabel (Jezebel)
- South Riding
- Tres camaradas (Three Comrades)

## Mejores películas extranjeras
- La grande Illusion (La gran ilusión) – Francia
- La mort du cygne – Francia
- Un carnet de bal (Carnet de baile) – Francia
- La Guerre des gosses – Francia
- Pyotr pervyy I (La conquista de Pedro el Grande) – Unión Soviética
- Professor Mamlock – Unión Soviética

## Ganadores
Mejor película
- The Citadel (La ciudadela)

Mejor película extranjera
- La grande Illusion (La gran ilusión) – Francia

Mejor Actuación
- Lew Ayres como Ned Seton - Holiday
- Pierre Blanchar como Thierry Raynal, Harry Baur como Alain Regnault, Louis Jouvet como Pierre Verdier, Raimu como Francois Patusset - Un carnet de bal (Carnet de Baile)
- James Cagney como Rocky Sullivan - Angels with Dirty Faces (Ángeles con caras sucias)
- Joseph Calleia como Slimane - Algiers (Argel)
- Chico - Adventures of Chico
- Robert Donat como Andrew Manson - The Citadel (La ciudadela)
- Will Fyffe como Adam McAdam - To the Victor
- Pierre Fresnay como el capitán de Boeldieu, Jean Gabin como el teniente Maréchal, Dita Parlo como Elsa, Erich von Stroheim como el capitán Rauffenstein - La Grand Illusion (La gran ilusión)
- John Garfield como Mickey Borden - Four Daughters (Cuatro hijas)
- Wendy Hiller como Eliza Doolittle - Pygmalion (Pigmalión)
- Charles Laughton como Ginger Ted' Wilson, Elsa Lanchester como Martha Jones - The Beachcomber
- Robert Morley como el Rey Luis XVI - Marie Antoinette (María Antonieta)
- Ralph Richardson como Robert Carne - South Riding
- Ralph Richardson como Denny -  The Citadel (La ciudadela)
- Margaret Sullavan como Patricia Hollmann - Three Comrades (Tres camaradas)
- Spencer Tracy como el Padre Flanagan - Boys Town (Forja de hombres / Con los brazos abiertos)